# Vogogna

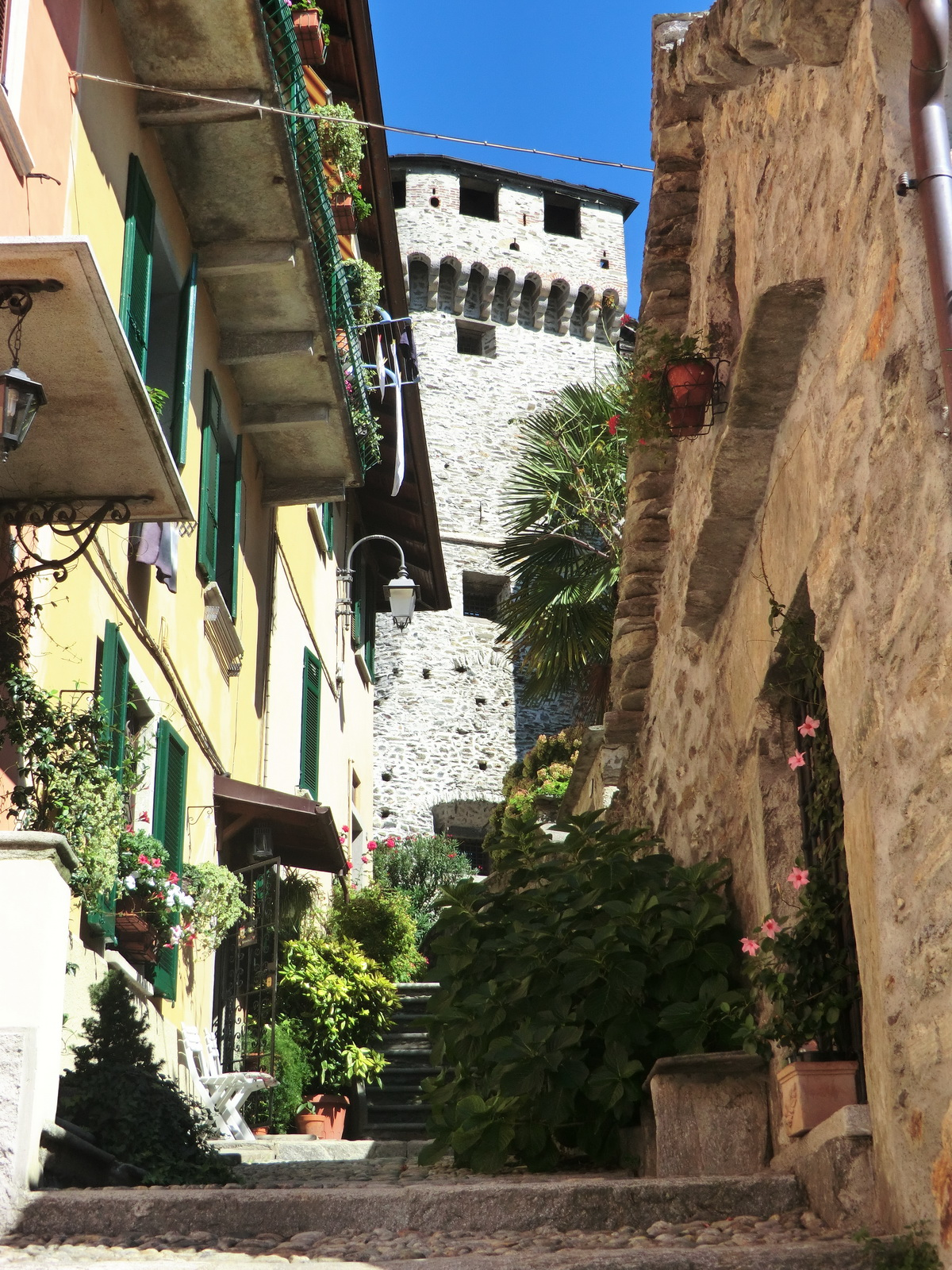
Vogogna

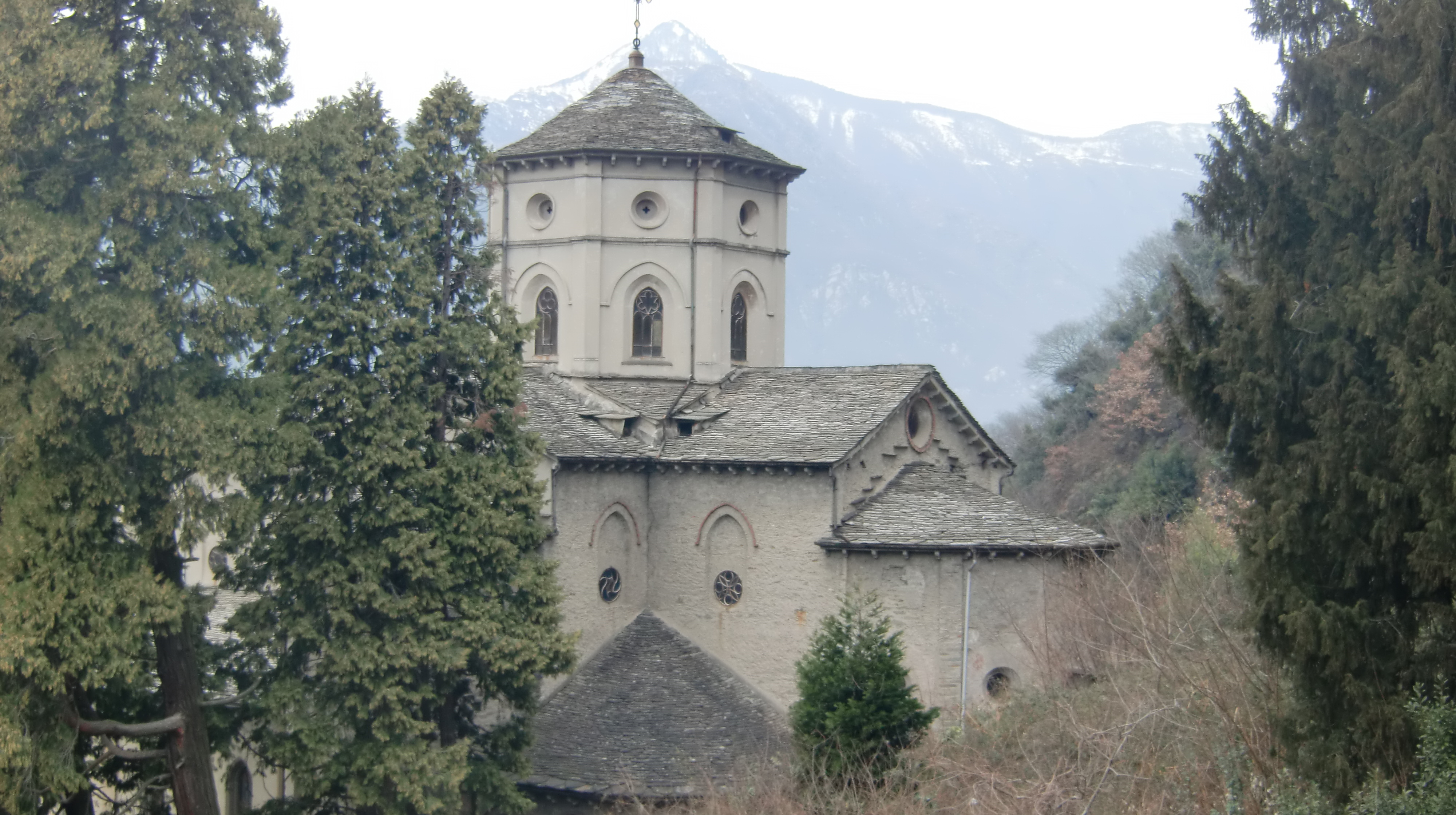
Pfarrkirche Sacro Cuore di Gesù

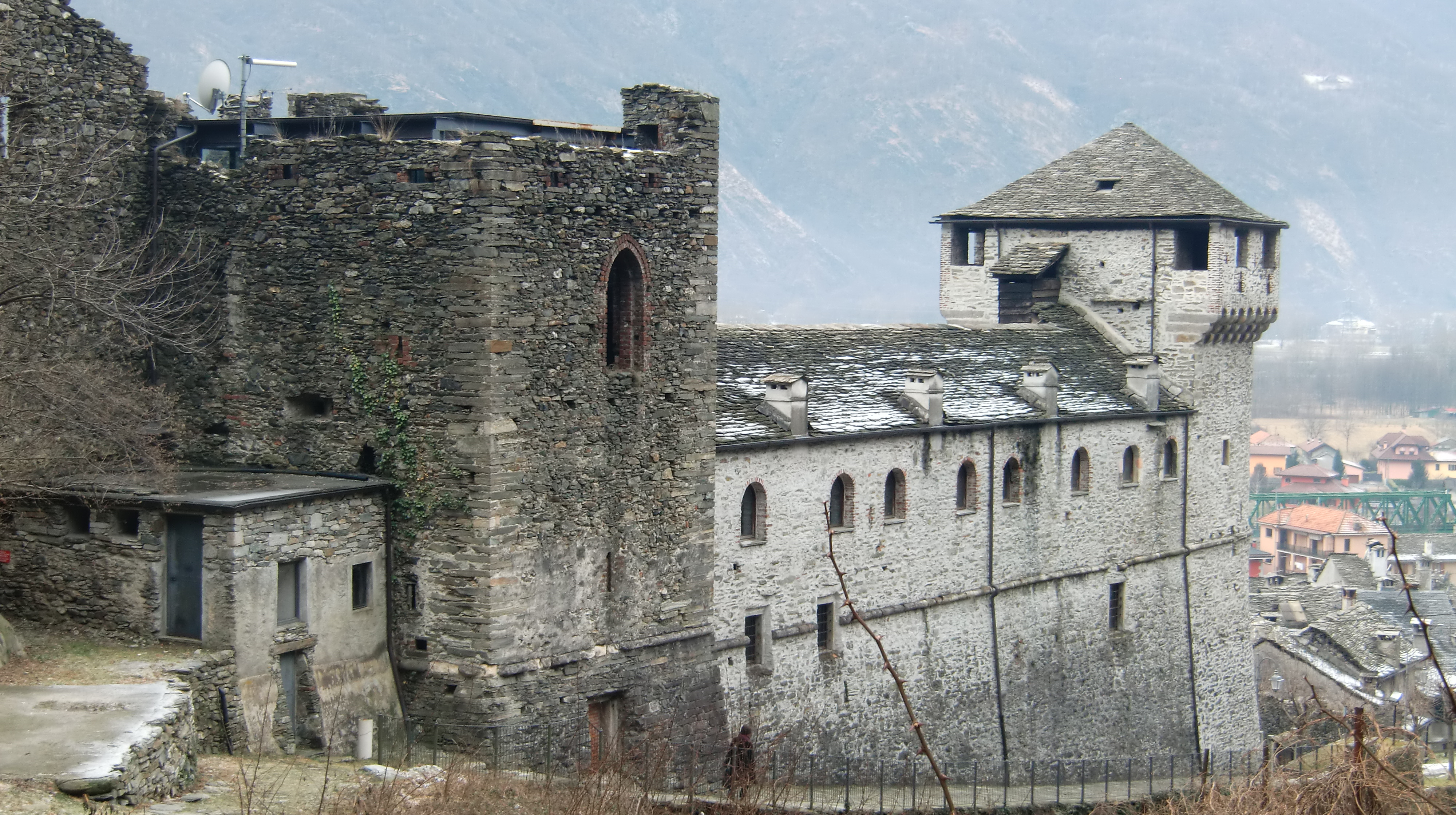
Visconti Schloss von Vogogna

Vogogna ist eine italienische Gemeinde in der Provinz Verbano-Cusio-Ossola (VB) in der Region Piemont. Der Ort ist Mitglied der Vereinigung I borghi più belli d’Italia (Die schönsten Orte Italiens) und ist Träger der Bandiera Arancione des TCI.

## Lage und Einwohner
Die Gemeinde Vogogno liegt knapp 25 km westlich von der Provinzhauptstadt Verbania an der  Simplon-Eisenbahnstrecke Domodossola-Milano. Der Bahnhof von Vogogna hat eine regionale Bedeutung ,wie derjenige von Premosello-Chiovenda, als Umsteigeort zwischen den Strecken Domodossola-Milano und Domodossola-Omegna-Novara. Das Gemeindegebiet umfasst eine Fläche von 15 km² und hat 1690 Einwohnern (Stand 31. Dezember 2023). Ein Teil seines Gemeindegebietes gehört zum Nationalpark Val Grande und ist auch Sitz der Parkbehörde.
Die Nachbargemeinden sind Beura-Cardezza, Pallanzeno, Piedimulera, Pieve Vergonte und Premosello-Chiovenda.

## Geschichte
Das Dorf, erstmals in einer notariellen Urkunde von 970 nach Christus erwähnt, blieb bis ins 13. Jahrhundert ein Bauerndorf, wann Vogogna aufgrund seiner geografischen Lage zur Hauptstadt der Ossola Inferiore gewählt wurde. Im Jahr 1014 schenkte Kaiser Heinrich II. (HRR) dem Bischof von Novara die Landschaft von Ossolatal. Nach der Zerstörung (1328) durch eine katastrophale Überschwemmung wurde Vogogna zum politischen Zentrum der Unteren Ossolatal und damit zum Sitz der Gerichtsbarkeit, zu der auch die Quattro Terre gehörten: Masera, Trontano, Beura und Cardezza, die sie bis 1818 behielten, als das Mandat an Ornavasso überging.

## Sehenswürdigkeiten
- Visconti Schloss erbaut 1348 von Giovanni Visconti Bischof von Novara. Das Schloss wurde 1990–1998 renoviert.
- Mittelalterliche Rocca im Ortsteil Genestredo zerstört vom Walliser im 16. Jahrhundert.
- Palazzo Pretorio erbaut 1348 von Giovanni Visconti bewahrt den Mascherone celtico (Keltischer Maskaron)
- Neogotische Pfarrkirche Sacro Cuore di Gesù erbaut zwischen 1894 und 1904
- Erinnerungsdenkmal an den Peruaner Jorge Chávez Dartnell, der 1910 als erster mit seinem Bleriot-Flugzeug die Alpen überquerte und am Ende seines Fluges in der Ebene von Domodossola verunfallte
- Wohnhaus Marchesa erbaut 1350.

## Partnergemeinde
- Lançon-Provence